# Himantura pacifica
Himantura pacifica és una espècie de peix pertanyent a la família dels dasiàtids.

## Descripció
- Pot arribar a fer 150 cm de llargària màxima.
- Espina verinosa a la cua.[3][4]

## Reproducció
És ovovivípar.

## Hàbitat
És un peix marí, demersal i de clima tropical, el qual viu en aigües poc fondes i de fons tous.

## Distribució geogràfica
Es troba al Pacífic oriental: Costa Rica i les illes Galápagos.

## Observacions
És verinós per als humans.